# 용강 팽씨
용강 팽씨(龍崗彭氏)씨는 남포시 용강군을 본관으로 하는 한국의 성씨이다. 시조 팽적(彭逖)은 금릉(金陵) 출신으로 1351년(고려 충정왕 3년)에 내각학사(內閣學士)가 되어 노국공주(魯國公主)를 호종하여 고려에 와서 용강백(龍岡伯)에 봉해졌다. 현재는 크게 단양파와 문경파로 나뉘어 진다.

## 시조
시조 팽적(彭逖)은 중국 금릉(金陵) 사람으로 1351년(고려 충정왕 3년) 원나라 노국공주가 공민왕과 결혼하여 입국할 때 내각학사(內閣學士)로 함께 고려에 들어와서 용강백(龍岡伯)에 봉해졌다. 그래서 후손들이 본관을 용강으로 하였다.

## 인물
팽적(彭逖)의 손자 팽조(彭祖)가 조선시대 판중추부사를 역임했고, 그의 아들 팽양은 대사헌(大司憲)에 올라 크게 명성을 날림으로써 가문을 중흥시켰다.
한편 동지중추부사를 지낸 팽성(彭誠)은 팽양의 손자이며, 팽성의 아들 팽정현(彭汀顯)은 어모장군에, 팽성의 손자 팽호(彭湖)는 건공장군(建功將軍)에 올랐다.
- 팽적(彭逖) : 정삼품(正三品) 원나라 내각학사 (元祖內閣學士), 고려 용강백 (高麗祖 龍岡伯)
- 팽조(彭祖) : 종일품(從一品) 판중추부사 [判中樞府事]
- 팽양(彭陽) : 종이품(從二品)  대사헌(大司憲)
- 팽성(彭誠) : 종이품(從二品) 동지중추부사  [同知中樞府事]
- 팽호현(彭護炫) : 정삼품(正三品) 상장군(上將軍), 도위사(都尉使)
- 팽정현(彭汀顯) : 정삼품(正三品) 과의장군(果毅將軍), 어모장군 [禦侮將軍]
- 팽호(彭湖) : 종삼품(從三品) 건공장군(建功將軍)
- 팽청(彭 淸) : 정삼품(正三品) 어모장군(禦侮將軍)
- 팽흡(彭 洽) : 정삼품(正三品) 어모장군(禦侮將軍)
- 팽중련(彭仲連) :  종육품(從六品) 찰방(察訪)
- 팽홍도(彭洪道) : 자(字)는 이호(而豪). 정삼품(正三品) 절충장군(折衝將軍)
- 팽예민(彭禮民) : 자(字)는 화숙(和叔). 정삼품(正三品) 통정대부(通政大夫)
- 팽숙도(彭淑道) : 자(字)는 병준(丙俊). 정삼품(正三品) 참의(參議)
- 팽필도(彭弼道) : 자(字)는 이성(而聖). 종삼품(從三品) 첨절제사(僉節制使)
- 팽계도(彭季道) : 자(字)는 순칠(舜七). 정삼품(正三品) 절충장군(折衝將軍)
- 팽한현(彭漢賢) : 자(字)는 계량(季亮). 정삼품(正三品) 절충장군(折衝將軍)
- 팽택금(彭澤今) : 자(字)는 규량(規亮). 종이품(從二品) 한성 좌윤(漢城左尹)
- 팽인서(彭麟瑞) : 자(字)는 노징(魯徵). 정삼품(正三品) 절충장군(折衝將軍)
- 팽귀서(彭龜瑞) :자(字)는 우징(禹徵).  양무원종공신(揚武原從功臣)
- 팽봉서(彭鳳瑞) : 자(字)는 순징(舜徵). 종이품(從二品) 동지중추부사(同知中樞府事)
- 팽용서(彭龍瑞) : 자(字)는 의징(義徵).  정삼품(正三品) 첨지중추부사(僉知中樞副使)
- 팽봉서(彭鳳瑞) : 자(字)는 원화(元和). 종이품(從二品) 동지중추부사 [同知中樞府事]
- 팽천일(彭天逸) : 자(字)는 사영(士英). 정삼품(正三品) 절충장군(折衝將軍)
- 팽천우(彭天祐) : 자(字)는 길보(吉甫). 정삼품(正三品) 절충장군(折衝將軍)
- 팽온(彭 溫) : 자(字)는 인수(寅壽). 정삼품(正三品) 어모장군(禦侮將軍)
- 팽심(彭 沈) : 자(字)는 덕수(德壽). 정삼품(正三品) 절충장군(折衝將軍)
- 팽심(彭 深) : 자(字)는 복수(福壽). 정삼품(正三品) 절충장군(折衝將軍)
- 팽순(彭淳) : 자(字)는 안경(安卿), 정삼품(正三品) 상호군 (上護軍)
- 팽식(彭 湜) : 자(字)는 이중(爾重).  정사품(正四品) 통례원 봉례(通禮院奉禮)
- 팽윤조(彭潤祚) : 자(字)는 덕위(德韋).  정삼품(正三品) 절충장군(折衝將軍)
- 팽경대(彭敬大) : 자(字)는 직여(直汝), 정삼품(正三品) 상호군 (上護軍)
- 팽윤대(彭潤大) : 자(字)는 선여(善汝). 정삼품(正三品) 군자감정 [軍資監正]
- 팽치대(彭致大) : 자(字)는 은백(恩伯).  정삼품(正三品) 절충장군(折衝將軍)
- 팽정의(彭鼎義) : 자(字)는 치화(穉和).  정삼품(正三品) 어모장군(禦侮將軍)
- 팽원상(彭元常) : 자(字)는 치수(穉修). 정삼품(正三品) 상호군(上護軍)
- 팽원성(彭元性) : 자(字)는 명래(命來). 정삼품(正三品) 어모장군(禦侮將軍)
- 팽효근(彭孝根) :  종이품(從二品) 동지중추부사(同知中樞府事)
- 팽지근(彭只根) : 자(字)는 공서(孔瑞), 정삼품(正三品) 공조참의 [工曹參議]
- 팽봉혁(彭鳳爀) : 자(字)는 봉진(奉震), 종이품(從二品) 호조참판 [戶曹參判]
- 팽령(彭齡) : 정오품(正五品) 예조정랑[禮曹正郞]
- 팽택령(彭澤令) : 정삼품(正三品) 절충장군(折衝將軍), 행용양위부호군(行龍驤衛副護軍)
- 팽을지(彭鳦池) : 종일품(從一品) 판의금부사[ 判義禁府事 ]
- 팽계술(彭繼述) : 정삼품(正三品) 내의원 첨정 (內醫阮 僉正)
- 팽계술(彭啓述) : 종이품(從二品) 동지중추부사 (同知中樞府事)-고종3년 1866년 11월 5일
- 팽원주(彭遠周) : 정삼품(正三品) 오위장군(五衛將軍)
- 팽기주(彭基周) : 자(字)는 기철(基哲). 종이품(從二品) 동지중추부사(同知中樞府事)
- 팽한주( 彭翰周): 사자관(寫字官), 종이품(從二品) 평양 감리 겸 평양 부윤(平壤監理兼平壤府尹), 삼화 겸 삼화부윤(三和監理三和府尹), 평양 군수(平壤郡守)
- 팽영주(彭永周) : 자(字)는 덕삼(德三). 任典膳司主事 敍判任官八等(승정원일기 고종35년 5월 25일,27일),정육품(正六品) 궁내부 주사(宮內府主事), 전선사(典膳司) 주사(1898년 7월 18일 관보)

- 팽군호(彭桾號) : 상해임시정부 의원 (上海臨時政府 議員)
- 팽순(彭淳): 사자관(寫字官)-(嘉禮都監儀軌英祖貞純王后<영조35년 1759년 도청 의궤(都廳儀軌), 영조35년 1759년 일방 의궤(一房儀軌)>)

- == 구분할수 없는 인물 ==
- 팽조적(彭祖逖): 학사, 중서성관리(파한집 하권 팽조적의 화답시)
- 팽홍패(彭洪覇): 장군(고려사 세가 권제4 현종 11년 3월 16일 기사)
- 팽희밀(彭希密): 진사, 관원(고려사 권제27 선거1 과목1, 세가 권제17 인종18년 5월 25일)
- 팽숙(彭淑): 서경낭관 낭중(정5품)<고려사 권98 열전 권제11 제신 김부식편>
- 팽지서(彭之緖): 산업과(算業科) 급제 <고려사 권122 열전 권제35 방기 이상로편>
- 팽경(彭京): 중량랑 <선화봉사고려도경 권8인물>
- 팽몽령(彭夢齡): 정사(고려사 세가 권제18 의종11년 2월 21일), 전중내급사동정(殿中內給事同正)-고려금석문 최시윤묘지명(인종24년 1146년)
- 팽방(彭房):흥왕사(興王寺)인물(동인지문오실 권7 평장 이규보 50수)

## 분파
- 참의공파(參議公派) : 팽숙도(彭淑道)-팽예민(彭禮民)의 자(子)
- 첨사공파(僉使公派) : 팽필도(彭弼度)-팽예민(彭禮民)의 자(子)
- 가의공파(嘉義公派) : 팽유도(彭有道)-팽예민(彭禮民)의 자(子)
- 통훈공파(通訓公派) : 팽계도(彭季道)-팽예중(彭禮重)의 자(子)

### 현대 인물
- 팽동준(彭東俊) : 고려대학교 경제학과 교수
- 팽재원: 종암한의원 원장, 서울시한의사회 명예회장, 전)경희대학교 한의과대학 동문회장
- 팽현승: 전)콘텐츠파크 엔터테인먼트 이사, 에드우드엔터테이먼트 대표-아내: 조현미 작가
- 팽정광 : 한국철도공사(코레일) 부사장
- 팽재유 : 성악가(테너), (전)로터리클럽 총재, 한국성악가포럼 회장
- 팽재윤  : 롯데케미칼 LPP Ext' Super Operator
- 팽재용 : 연합뉴스TV 기자, 연합뉴스TV 제3대 지회장

## 과거 급제자
- 팽귀서(彭龜瑞)<1698년생> : 1727년(조선 영조 3년) 정미(丁未) 증광시(增廣試) 병과(丙科)[2]
- 팽윤현(彭胤賢) : 1775년(영조英祖51年)  현량과[ 賢良科 ]
- 팽령(彭齡): 1470년 (성종 1년) 병인(丙寅) 문과(文科)
- 팽흡(彭 洽) : 1419년(세종1년) 무과(武科) 회시(會試) 3등

## 집성촌
인구 대부분이 북한 지역에 주로 분포되어 있고, 소수는 경기도 양주시와 충북 단양군, 경기도 안산, 경기도 의정부 등지에 살고 있다.

## 인구
- 1985년 263가구 1,048명
- 2000년 259가구 795명
- 2011년 247가구 633명